# Jamie Dantzscher
Jamie Dantzscher född den 2 maj 1982 i Canoga Park, Kalifornien, är en amerikansk gymnast.
Hon tog OS-brons i lagmångkampen i samband med de olympiska gymnastiktävlingarna 2000 i Sydney.